# Hotel Pyrénées
El Hotel Pyrénées es un hotel de cuatro estrellas en Andorra la Vieja, la capital del principado de Andorra . Construido en 1940, Lonely Planet lo describe como "uno de los pocos edificios venerables de Andorra" y contiene " viejas e inquietantes fotografías de Andorra en su restaurante". En un principio fue creado bajo el nombre catalán "Pirinec" y tenía 36 habitaciones, pero hoy que dispone de 70 habitaciones.